# Hoplorana mussardi
Hoplorana mussardi là một loài bọ cánh cứng trong họ Cerambycidae.